# توم لوي
توم لوي (25 يوليو 1859 - 29 أغسطس 1934) (بالإنجليزية: Tom Lowe)‏ هو لاعب كريكت بريطاني.

## وصلات خارجية
- توم لوي على موقع إي آس بي آن كريك إنفو (الإنجليزية)